# 볼모

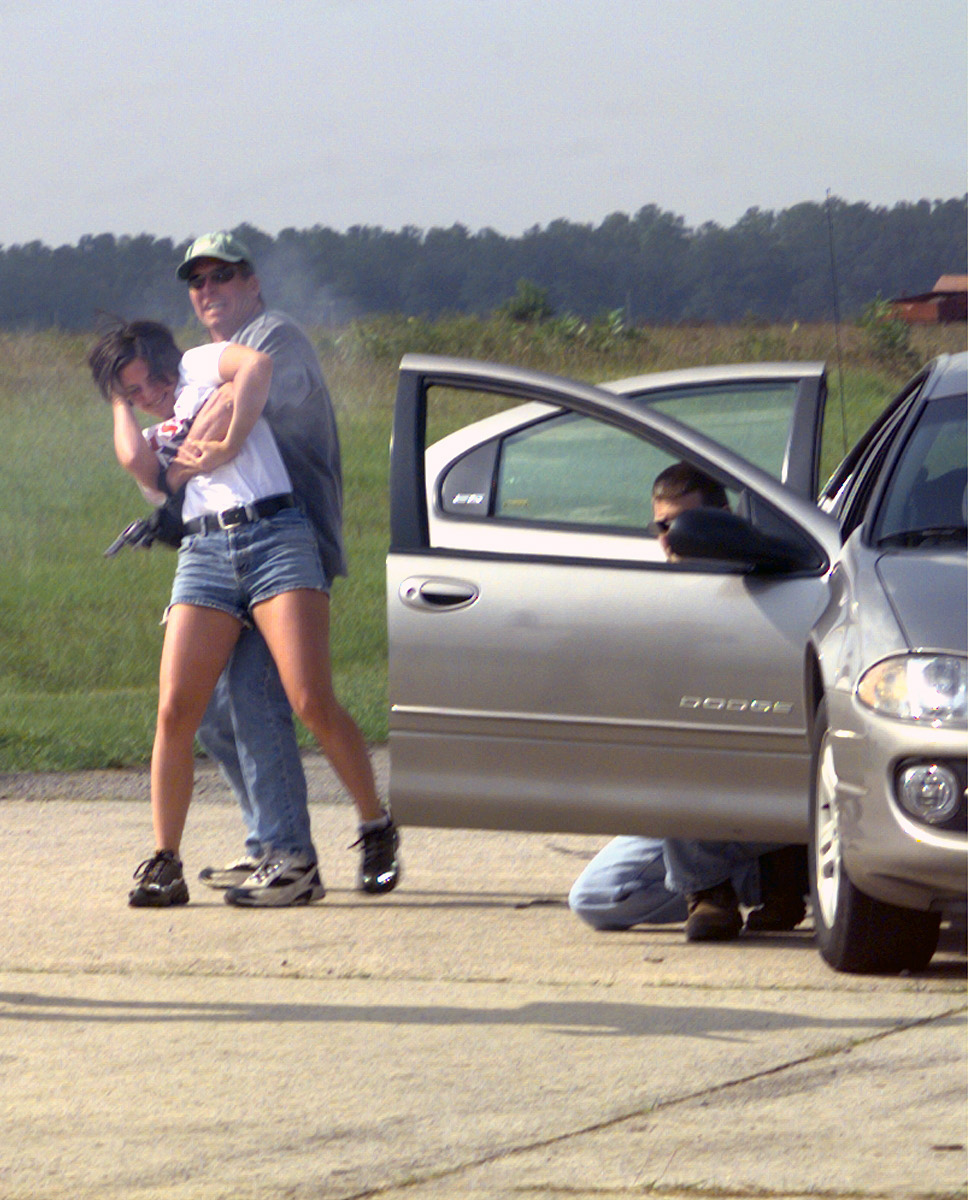
훈련 중 인질을 구출하는 경찰 훈련생들

볼모는 간단하게 최종적으론 금전적 이득 추구를 위해 트집을 잡거나, 협박의 한 형태로 인식하면 쉽다.
인질은 대립이 평화적 협상을 이루며 상황종료되게하는 타협에 실패하여 패배로 치닿게된다는 판단에 의해 쌍방 혹은 일방이 그 패배가 야기할 비극의 현실화를 저지하고 상황반전을 꾀하고자 대립의 상대가 소중히 여기는 인간 (또는 죽음이 있는 그 어떤 모든 것) 폭력적으로 또는 권리주장하여 소유하여 재협상하기 위한 폭력적 보증이라고 인지하는 것이 일반적이다.
인질은 생명성을 위협하기 때문에 범죄로 정의되지만 볼모는 정치적으로도 사용되며 범죄로 정의되지 읺는 경우가 많은 단어이다, 지구 위 어딘가에는 지방정부가 중앙정부에 볼모를 보내거나 약소국이 강대국에 볼모를 보내는 일이 있다. 대부분 볼모는 의혹과 연관되어 증명되지는 않은 물증이나 물증 대신에 절대적인 사회적 신뢰를 부여받은 권리자 이거나 희생의 흔적을 간직한 피해자일 수도 있다.
인질의 동의어로는 유질(留質)·질자(質子)이 있지만 주로 인질(人質)이 많이 쓰인다.

## 기록된 역사

### 국내
- 중앙정부가 지방정부의 반란을 막기 위해 주로 지방정부의 자제를 일정기간 수도에 억류하던 일. 신라의 상수리(上守吏)와 고려의 기인(其人)이 있었다.

### 국제
- 5세기 고구려 장수왕시절 신라의 실성마립간이 아우인 복호와 미사흔을 고구려와 일본에 볼모로 보낸바 있다. 나중에 눌지마립간이 박제상을 시켜 모두 귀국한다.
- 병자호란 당시 조선이 청나라에 항복후 소현세자와 봉림대군을 청나라에 볼모로 보내던 일이 있었다.
- 주이란 미국 대사관 인질 사건
- 주영국 이란 대사관 인질 사건
- 모스크바 극장 인질극
- 베슬란 학교 인질극
- 잉그리드 베탕쿠르
- 마닐라 인질극
- 2014년 시드니 인질극
- 포르트드뱅센 인질극
- 2015년 11월 파리 테러

## 같이 보기
- 항공기 납치
- 중앙정보국
- 연좌
- 연방수사국
- 영국 의회 개회식
- 주이란 미국 대사관 인질 사건
- 엔테베 작전
- 납치
- 전시국제법
- 스톡홀름 증후군
- 뮌헨 올림픽 참사
- 포로
- 해상강도
- 복구
- 스톡홀름 증후군
- 폭동
- 테러리즘